# Cerithiopsis euxinica
Cerithiopsis euxinica is een slakkensoort uit de familie van de Cerithiopsidae. De wetenschappelijke naam van de soort is voor het eerst geldig gepubliceerd in 1916 door Milaschewitsch.